# 野吕元丈
野吕元丈（1694年—1761年），日本江户时代医生及兰学学者。他成为德川吉宗将军医官。他受命于德川吉宗，在1704年始学兰学，之后将荷兰医用植物书译成日文。